# 浦進悟
浦 進悟（うら しんご、1950年9月29日 - ）は、日本の建築技術者。
大林組代表取締役副社長執行役員。
日本ファシリティマネジメント協会役員。

## 来歴
長崎県立上五島高等学校から日本大学理工学部建築学科に進学する。1973年に卒業して、大林組に入社した。
2002年に、第3回日本免震構造協会賞を受賞した。
2004年1月に東京建築事業部統括部長となる。以後、執行役員東京建築事業部副事業部長（2007年8月）、常務執行役員東京本店建築事業部副事業部長（2010年4月）、専務執行役員東京本店建築事業部長（2012年4月）、東京本店長（2015年4月）を経て、2017年6月に代表取締役副社長執行役員に就任した。
2019年4月からは建築本部長を兼務する。